# کیجی ایشیزوکا
کیجی ایشیزوکا (انگلیسی: Keiji Ishizuka؛ زادهٔ ۲۶ اوت ۱۹۷۴) بازیکن فوتبال اهل ژاپن است.
از باشگاه‌هایی که در آن بازی کرده‌است می‌توان به باشگاه فوتبال ناگویا گرامپوس، باشگاه فوتبال کاوازاکی فرونتال، باشگاه فوتبال توکیو وردی، و باشگاه فوتبال کونسادول ساپورو اشاره کرد.